# Neuenothe
Neuenothe is een plaats in de gemeente Bergneustadt in de Oberbergischer Kreis in Duitsland. Er wonen 562 mensen in Neuenothe (2004). De postcode is 51702. Neuenothe hoort bij het traditionele gebied van het Nederfrankische dialect Limburgs. 
Neuenothe is aan de Uerdinger Linie. 